# Aylsham
Aylsham är en ort och civil parish i grevskapet Norfolk i England. Orten ligger i distriktet Broadland vid floden Bure, cirka 14 kilometer norr om Norwich. Tätorten (built-up area) hade 6 016 invånare vid folkräkningen år 2011.